# Husky Energy
Husky Energy Inc. (TSX: HSE) es una compañía de energía integrada con sede en Calgary, Alberta (Canadá). Principalmente se centra en el petróleo y el gas natural, y emplea a 3800 empleados (de acuerdo al 2006), tiene aproximadamente $18 mil millones en activos, y produce un promedio de 385.000 barriles (61.200 m³) de aceite equivalente por día (promedio proyectado para 2008), haciéndole una de las compañías energéticas más grandes de Canadá. Aparte de la marca de fábrica Husky, Mohawk Gasoline es la siguiente marca más usada. La mayoría de sus operaciones son en Estados Unidos, Canadá, y China. Una participación mayoritaria en Husky Energy es poseída por el multimillonario Li Ka-shing de Hong Kong y su compañía Hutchison Whampoa.

## Historia
Husky Energy fue fundada en 1938 en Cody, Wyoming, Estados Unidos, como Husky Refinning Company. La primera refinería fue construida en esa localidad, y más adelante una segunda refinería se edificó en Riverton, Wyoming. En 1946 la refinería de Riverton fue trasladada a Lloydminster, Alberta, Canadá, para aprovechar la expansión del asfalto y las oportunidades del aceite pesado en el área. Una filial en propiedad absoluta fue creada bajo el nombre de Husky Oil and Refining Ltd. y su jefatura se estableció en Calgary, Alberta, Canadá. La refinería de Cody continuó sus operaciones de manera positiva en 1970, produciendo sobre todo el asfalto. A finales de 1980 y a principios de 1990, había rumores periódicos sobre la posible apertura de la refinería de Cody por una variedad de diversas compañías. Una de los rumores más persistentes era la compra inminente y la reactivación de la refinería de Flying J. Sin embargo, esto nunca sucedió, y la refinería fue demolida a finales de 1990.

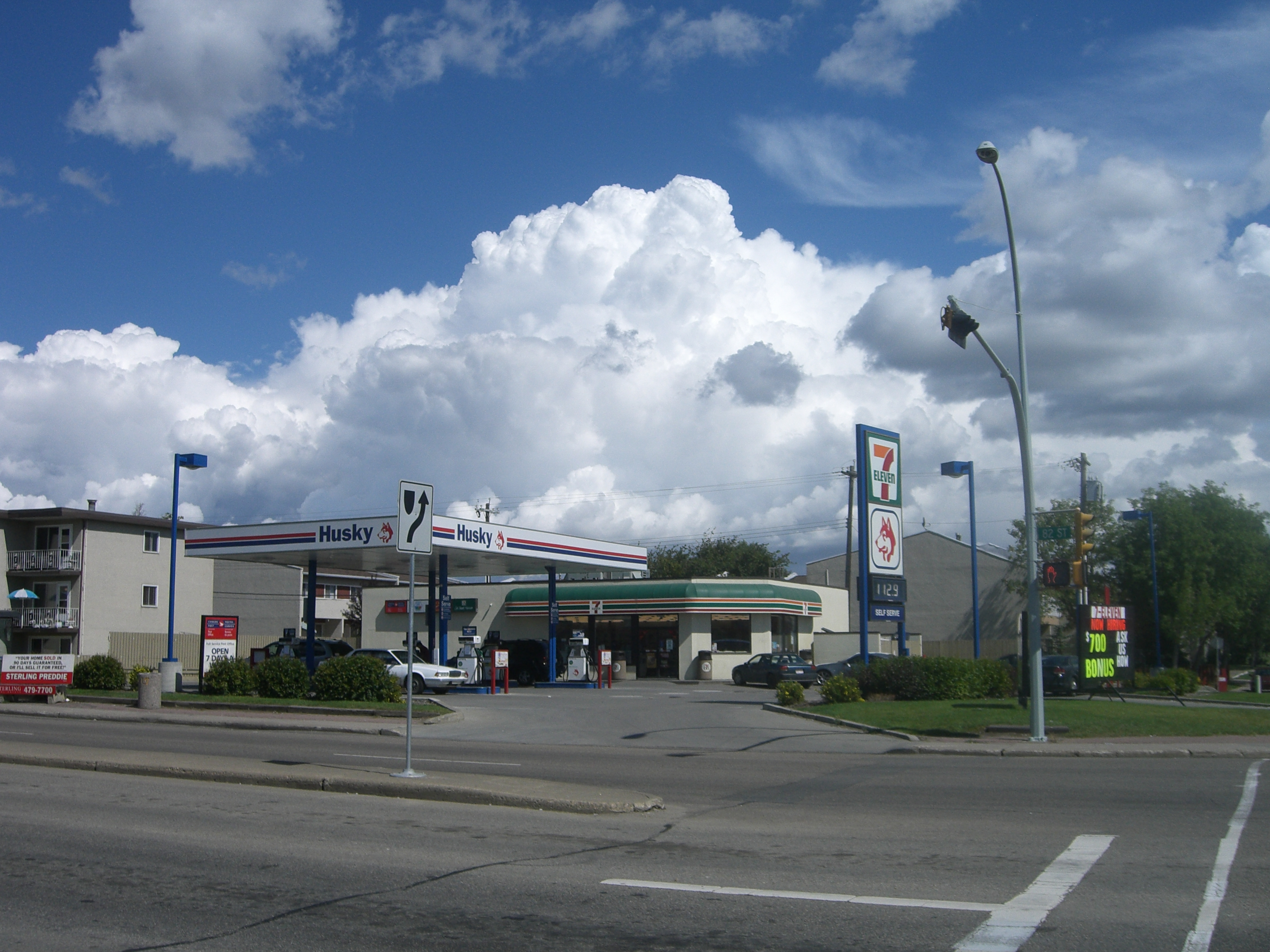
Estación de servicio

## Corporativo
Los miembros actuales de la junta directiva de Husky Energy son: Canning Fok, Donald Fullerton, Martin Glynn, Terence Hui, Brent Kinney, Holger Kluge, Poh Chan Koh, Eva Kwok, Stanley Kwok, Juan Lau, Victor Li, Wayne Shaw, Guillermo Shurniak, y Frank Sixt.
Tommy Douglas sirvió como director de Husky Energy después de su retiro de la política.